# Ian Laidler
Ian Laidler (GDLM) (LRSM) (GCGI) is een Brits componist, muziekpedagoog, dirigent, trombonist en basgitarist.

## Levensloop
Laidler studeerde trombone en piano aan het City of Leeds College of Music in Leeds. Nadat hij zijn diploma behaald had, werd hij in 1985 lid van de Royal Air Force (RAF) Music Services. Hij was lid van de Western Band of the Royal Air Force met wie hij twee concertreizen maakte. Laidler was eveneens lid van de Band of the Royal Air Force Regiment. Verder was hij voor vier jaar lid van de Band of the Royal Air Force Germany. Sinds geruime tijd is hij "Band Sergeant" in de Band van het Royal Air Force College. 
In 1999 heeft hij als basgitarist met vijf andere muzikanten de soulband TNT Soul Explosion opgericht. Met deze band verzorgde hij concerten op concertreizen naar overzeese operationele bases van het Britse leger in Koeweit, Bosnië en Herzegovina, Saoedi-Arabië, Irak en de Falklandeilanden. 
Als componist schreef hij werken voor harmonieorkest. Hij woont in Sleaford.

## Composities

### Werken voor harmonieorkest
- A Ragtime Cocktail
- Bandance
- Exit Stage Left, fantasie
- Mendip Suite